# Гарригас
Гарригас (кат. Garrigàs) — муніципалітет, розташований в Автономній області Каталонія, в Іспанії. Знаходиться у районі (кумарці) Ал Ампурда провінції Жирона, згідно з новою адміністративною реформою перебуватиме у складі Баґарії Жирона.

## Населення
Населення міста (у 2007 р.) становить 355 осіб (з них менше ніж 14 років — 12,1 %, від 15 до 64 — 62,5 %, понад 65 років — 25,4 %). У 2006 р. народжуваність склала 1 особа, смертність — 2 особи, зареєстровано 1 шлюб. У 2001 р. активне населення становило 138 осіб, з них безробітних — 3 особи.
Серед осіб, які проживали на території міста у 2001 р., 276 народилися в Каталонії (з них 203 особи у тому самому районі, або кумарці), 19 осіб приїхало з інших областей Іспанії, а 15 осіб приїхало з-за кордону. 

Університетську освіту має 11,4 % усього населення. 

У 2001 р. нараховувалося 113 домогосподарств (з них 23,9 % складалися з однієї особи, 31 % з двох осіб,11,5 % з 3 осіб, 21,2 % з 4 осіб, 8 % з 5 осіб, 2,7 % з 6 осіб, 0,9 % з 7 осіб, 0,9 % з 8 осіб і 0 % з 9 і більше осіб).

Активне населення міста у 2001 р. працювало у таких сферах діяльності: у сільському господарстві — 25,2 %, у промисловості — 10,4 %, на будівництві — 5,9 % і у сфері обслуговування — 58,5 %. 

 У муніципалітеті або у власному районі (кумарці) працює 111 осіб, поза районом — 97 осіб.

### Безробіття
У 2007 р. нараховувалося 5 безробітних (у 2006 р. — 3 безробітних), з них чоловіки становили 20 %, а жінки — 80 %.

## Економіка

### Підприємства міста

#### Промислові підприємства
| \| Промислові підприємства міста, за сферою діяльності \| Промислові підприємства міста, за сферою діяльності \| Промислові підприємства міста, за сферою діяльності \| \| Рік \| 2002 р. \| 2001 р. \| \| --------------------------------------------------- \| --------------------------------------------------- \| --------------------------------------------------- \| \| Енергетичні та водні ресурси \| 40 % \| 40 % \| \| Хімія та метали \| 0 % \| 0 % \| \| Переробка металів \| 40 % \| 40 % \| \| Продукти харчування \| 20 % \| 20 % \| \| Текстиль \| 0 % \| 0 % \| \| Виробництво меблів, видання \| 0 % \| 0 % \| \| Інше \| 0 % \| 0 % \| \| Усього підприємств \| 5 \| 5 \| |         |         |
| Промислові підприємства міста, за сферою діяльності |         |         |
| Рік | 2002 р. | 2001 р. |
| Енергетичні та водні ресурси | 40 %    | 40 %    |
| Хімія та метали | 0 %     | 0 %     |
| Переробка металів | 40 %    | 40 %    |
| Продукти харчування | 20 %    | 20 %    |
| Текстиль | 0 %     | 0 %     |
| Виробництво меблів, видання | 0 %     | 0 %     |
| Інше | 0 %     | 0 %     |
| Усього підприємств | 5       | 5       |

#### Роздрібна торгівля
| \| Підприємства роздрібної торгівлі міста, за сферою діяльності \| Підприємства роздрібної торгівлі міста, за сферою діяльності \| Підприємства роздрібної торгівлі міста, за сферою діяльності \| \| Рік \| 2002 р. \| 2001 р. \| \| ------------------------------------------------------------ \| ------------------------------------------------------------ \| ------------------------------------------------------------ \| \| Продукти харчування \| 57,1 % \| 33,3 % \| \| Одяг та взуття \| 0 % \| 0 % \| \| Товари для дому \| 0 % \| 0 % \| \| Книги та періодичні видання \| 0 % \| 0 % \| \| Промислова хімічна продукція \| 28,6 % \| 33,3 % \| \| Продукція, пов'язана з транспортними засобами \| 0 % \| 0 % \| \| Інше \| 14,3 % \| 33,3 % \| \| Усього підприємств \| 7 \| 6 \| |         |         |
| Підприємства роздрібної торгівлі міста, за сферою діяльності |         |         |
| Рік | 2002 р. | 2001 р. |
| Продукти харчування | 57,1 %  | 33,3 %  |
| Одяг та взуття | 0 %     | 0 %     |
| Товари для дому | 0 %     | 0 %     |
| Книги та періодичні видання | 0 %     | 0 %     |
| Промислова хімічна продукція | 28,6 %  | 33,3 %  |
| Продукція, пов'язана з транспортними засобами | 0 %     | 0 %     |
| Інше | 14,3 %  | 33,3 %  |
| Усього підприємств | 7       | 6       |

#### Сфера послуг
| \| Підприємства міста, що працюють у сфері послуг, за діяльністю \| Підприємства міста, що працюють у сфері послуг, за діяльністю \| Підприємства міста, що працюють у сфері послуг, за діяльністю \| \| Рік \| 2002 р. \| 2001 р. \| \| ------------------------------------------------------------- \| ------------------------------------------------------------- \| ------------------------------------------------------------- \| \| Гуртова торгівля \| 10 % \| 12,5 % \| \| Готелі та готельний бізнес \| 30 % \| 37,5 % \| \| Транспорт та зв'язок \| 20 % \| 12,5 % \| \| Посередницькі фінансові послуги \| 10 % \| 12,5 % \| \| Послуги підприємствам \| 0 % \| 0 % \| \| Послуги фізичним особам \| 20 % \| 12,5 % \| \| Нерухомість та ін. \| 10 % \| 12,5 % \| \| Усього підприємств \| 10 \| 8 \| |         |         |
| Підприємства міста, що працюють у сфері послуг, за діяльністю |         |         |
| Рік | 2002 р. | 2001 р. |
| Гуртова торгівля | 10 %    | 12,5 %  |
| Готелі та готельний бізнес | 30 %    | 37,5 %  |
| Транспорт та зв'язок | 20 %    | 12,5 %  |
| Посередницькі фінансові послуги | 10 %    | 12,5 %  |
| Послуги підприємствам | 0 %     | 0 %     |
| Послуги фізичним особам | 20 %    | 12,5 %  |
| Нерухомість та ін. | 10 %    | 12,5 %  |
| Усього підприємств | 10      | 8       |

## Житловий фонд
У 2001 р. 1,8 % усіх родин (домогосподарств) мали житло метражем до 59 м², 20,5 % — від 60 до 89 м², 28,6 % — від 90 до 119 м² і
49,1 % — понад 120 м².

З усіх будівель у 2001 р. 7,4 % було одноповерховими, 66,9 % — двоповерховими, 25,8 % — триповерховими, 0 % — чотириповерховими, 0 % — п'ятиповерховими, 0 % — шестиповерховими,
0 % — семиповерховими, 0 % — з вісьмома та більше поверхами.

## Автопарк
| \| Автомобілі, зареєстровані у місті, за призначенням \| Автомобілі, зареєстровані у місті, за призначенням \| Автомобілі, зареєстровані у місті, за призначенням \| \| Рік \| 2006 р. \| 2005 р. \| \| -------------------------------------------------- \| -------------------------------------------------- \| -------------------------------------------------- \| \| Приватні автомобілі \| 58,3 % \| 61,1 % \| \| Мотоцикли \| 11,6 % \| 10,2 % \| \| Вантажівки \| 21,5 % \| 21,2 % \| \| Трактори \| 0,5 % \| 0,8 % \| \| Автобуси та ін. \| 8,1 % \| 6,7 % \| \| Усього автомобілів \| 405 шт. \| 373 шт. \| |         |         |
| Автомобілі, зареєстровані у місті, за призначенням |         |         |
| Рік | 2006 р. | 2005 р. |
| Приватні автомобілі | 58,3 %  | 61,1 %  |
| Мотоцикли | 11,6 %  | 10,2 %  |
| Вантажівки | 21,5 %  | 21,2 %  |
| Трактори | 0,5 %   | 0,8 %   |
| Автобуси та ін. | 8,1 %   | 6,7 %   |
| Усього автомобілів | 405 шт. | 373 шт. |

## Вживання каталанської мови
У 2001 р. каталанську мову у місті розуміли 99 % усього населення (у 1996 р. — 98,4 %), вміли говорити нею 91,6 % (у 1996 р. — 95,2 %), вміли читати 88 % (у 1996 р. — 92,6 %), вміли писати 55 % (у 1996 р. — 44,6 %). Не розуміли каталанської мови 1 %.

## Політичні уподобання
У виборах до Парламенту Каталонії у 2006 р. взяло участь 184 особи (у 2003 р. — 194 особи). Голоси за політичні сили розподілилися таким чином:
| \| Вибори до Парламенту Каталонії \| Вибори до Парламенту Каталонії \| Вибори до Парламенту Каталонії \| \| Рік \| 2006 р. \| 2003 р. \| \| -------------------------------------- \| ------------------------------ \| ------------------------------ \| \| Конвергенція та Єднання (CiU) \| 53,8 % \| 44,8 % \| \| Соціалістична партія Каталонії (PSC) \| 5,4 % \| 11,9 % \| \| Народна партія (PP) \| 8,2 % \| 11,3 % \| \| Ініціатива за зелену Каталонію (IC) \| 4,3 % \| 0 % \| \| Республіканська лівиця Каталонії (ERC) \| 25 % \| 29,4 % \| \| Громадянська партія (C's) \| 1,1 % \| 0 % \| \| Інші \| 2,2 % \| 2,6 % \| |         |         |
| Вибори до Парламенту Каталонії |         |         |
| Рік | 2006 р. | 2003 р. |
| Конвергенція та Єднання (CiU) | 53,8 %  | 44,8 %  |
| Соціалістична партія Каталонії (PSC) | 5,4 %   | 11,9 %  |
| Народна партія (PP) | 8,2 %   | 11,3 %  |
| Ініціатива за зелену Каталонію (IC) | 4,3 %   | 0 %     |
| Республіканська лівиця Каталонії (ERC) | 25 %    | 29,4 %  |
| Громадянська партія (C's) | 1,1 %   | 0 %     |
| Інші | 2,2 %   | 2,6 %   |

У муніципальних виборах у 2007 р. взяло участь 227 осіб (у 2003 р. — 171 особа). Голоси за політичні сили розподілилися таким чином:
| \| Муніципальні вибори \| Муніципальні вибори \| Муніципальні вибори \| \| Рік \| 2007 р. \| 2003 р. \| \| -------------------------------------- \| ------------------- \| ------------------- \| \| Конвергенція та Єднання (CiU) \| 71,8 % \| 100 % \| \| Соціалістична партія Каталонії (PSC) \| 0 % \| 0 % \| \| Народна партія (PP) \| 0 % \| 0 % \| \| Ініціатива за зелену Каталонію (IC) \| 28,2 % \| 0 % \| \| Республіканська лівиця Каталонії (ERC) \| 0 % \| 0 % \| \| Громадянська партія (C's) \| 0 % \| 0 % \| \| Інші \| 0 % \| 0 % \| |         |         |
| Муніципальні вибори |         |         |
| Рік | 2007 р. | 2003 р. |
| Конвергенція та Єднання (CiU) | 71,8 %  | 100 %   |
| Соціалістична партія Каталонії (PSC) | 0 %     | 0 %     |
| Народна партія (PP) | 0 %     | 0 %     |
| Ініціатива за зелену Каталонію (IC) | 28,2 %  | 0 %     |
| Республіканська лівиця Каталонії (ERC) | 0 %     | 0 %     |
| Громадянська партія (C's) | 0 %     | 0 %     |
| Інші | 0 %     | 0 %     |